# Athing Mu
Athing Mu (Trenton, 8 de junho de 2002) é uma atleta meio-fundista norte-americana, campeã olímpica e mundial dos 800 metros.
Recordista mundial sub-20 dos 800 metros em pista coberta, em Tóquio 2020 ela conquistou a medalha de ouro olímpica aos 19 anos, vencendo a prova em 1:55.21, recorde norte-americano e a primeira americana a vencer esta prova em Olimpíadas desde Madeline Manning na Cidade do México 1968; conquistou também uma segunda medalha de ouro integrando o revezamento 4x400 m junto com Allyson Felix, Sydney McLaughlin e Dalilah Muhammad. Pouco depois da Olimpíadas, ainda uma atleta sub-20, ela venceu a prova no Prefontaine Classic, uma das etapas da Diamond League, com o tempo de 1:55.04, novo recorde nacional norte-americano.
No ano seguinte, nesta mesma pista, ela disputou o Campeonato Mundial de Atletismo de 2022 e conquistou a medalha de ouro com a marca de 1:56.30, a primeira norte-americana a ser campeã mundial dos 800 metros. No Mundial seguinte, Budapeste 2023, ficou com a medalha de bronze.
Em junho de 2024, Mu sofreu uma queda durante a final da prova nas seletivas norte-americanas para os Jogos Olímpicos de Paris, chegando na última colocação, não conseguindo classificação para disputar e defender o título olímpico dos 800 metros em Paris 2024.